# Fosso Ghiaia
Il Fosso Ghiaia è un canale della Romagna centrale che deriva dall'unione, in un unico corso, del Fossato Grande e del Fosso Ghiaia vero e proprio.

## Descrizione
Il Fossato Grande ha origine nel forlivese dalla confluenza degli scoli Tratturo, Re, Maggio e Carpena e riceve anche le acque del Canale Emiliano Romagnolo con funzioni irrigue. Il suo affluente principale è il Fiumicello.
Un tempo il Fossato Grande disperdeva le sue acque nella Valle Standiana. La bonifica di inizio secolo ha permesso alle acque della valle di defluire al mare tramite il Fosso Ghiaia vero e proprio, così chiamato per l'abbondanza di ghiaia ricavata dalla sua escavazione. Attualmente tutto il corso ha nome Fosso Ghiaia ed è sorta anche una località omonima in prossimità della Pineta di Classe, ove il canale riceve, tramite due idrovore, le acque degli scoli Saviola e Acquara Bassa.
Poi il Fosso Ghiaia attraversa la pineta fino alla valle dell'Ortazzo, dove sfocia nel Bevano in prossimità della foce dello stesso.